# Alice Stewart Ker
Alice Stewart Ker, nota anche come Alice Jane Shannan Ker (MRCPI (Royal College of Physicians of Ireland); Banffshire (Deskford), 2 dicembre 1853 – 20 marzo 1943), è stata un medico, docente e suffragetta scozzese; fu la 13° donna nel Regno Unito a figurare sul registro della British Medical Association.

## Biografia

### Primi anni e formazione
Alice Jane Shannan Ker nacque il 2 dicembre 1853 a Deskford nel Banffshire, in Scozia. Era la maggiore dei nove figli di Margaret Millar Stevenson (1826-1900), figlia di James Cochran Stevenson, deputato liberale di South Shields, e del reverendo William Turnbull Ker (1824-1885), ministro della Free Church. All'età di 18 anni si trasferì a Edimburgo per studiare "Corsi universitari per donne" tra cui anatomia e fisiologia. Mentre era a Edimburgo incontrò Sophia Jex-Blake, che stava conducendo una campagna affinché l'Università rilasciasse diplomi in medicina alle donne. Quando la petizione della Jex-Blake fu respinta dall'Università, la Ker lasciò Edimburgo per completare la sua formazione medica in Irlanda dove le fu conferita la licenza dal King and Queen’s College of Physicians of Ireland.

### Carriera
Dopo aver completato la sua formazione, tornò a Edimburgo condividendo uno studio con la Jex-Blake per un anno. Fu la tredicesima donna ad essere registrata come medico in Gran Bretagna dalla British Medical Association.
La Ker intraprese ulteriori studi per un anno a Berna, in Svizzera, finanziati dalle zie Flora e Louisa Stevenson. Quando tornò in Gran Bretagna lavorò come chirurgo domiciliare al Children’s Hospital di Birmingham e da lì divenne medico generico a Leeds. Nel 1887 tornò a Edimburgo lavorando come medico indipendente e sostenendo gli Esami Congiunti Royal College of Surgeons, una delle uniche due donne in quell'anno a superare le finali.
Sposò suo cugino, Edward Stewart Ker (1839-1907), nel 1888, e si trasferirono a Birkenhead. Ebbero due figlie, Margaret Louise (nata nel 1892) e Mary Dunlop (nata nel 1896), il loro figlio morì durante l'infanzia. Il suo studio era a Birkenhead, dove era l'unica donna medico della zona. Ebbe successo e svolse molti compiti aggiuntivi essendo diventata l'ufficiale medico del personale femminile che lavorava presso il Post Office, nonché l'ufficiale medico onorario del Wirral Hospital for Sick Children (Ospedale Wirral per bambini malati), del Wirral Lying-In Hospital, della Birkenhead Rescue Home e delle Caledonian Free Schools di Liverpool. Tenne anche discorsi e conferenze alle donne della classe operaia di Manchester su temi di sessualità, controllo delle nascite e maternità. Questi discorsi furono pubblicati nel suo libro del 1891, Motherhood: A Book for Every Woman.

### Movimento per il suffragio
Nel 1893 la Ker fu coinvolta nella Birkenhead and Wirral Women’s Suffrage Society e, dopo la morte del marito nel 1907, il suo interesse per il suffragio femminile divenne una priorità crescente per lei. Divenne presidente della locale Società del Suffragio, ma trovandola troppo moderata, nel 1907 con Alice Morrissey, si unì alla più progressista Women's Social and Political Union. Ha lavorato con Ada Flatman che era un dipendente della WSPU. La Flatman e Patricia Woodlock organizzarono il negozio WSPU che ha raccolto ingenti fondi per la causa.
Nel marzo 1912 fu imprigionata dopo essere stata tra le 200 donne a rompere le finestre dei Grandi Magazzini Harrods, un'azione organizzata dalla Women's Social and Political Union. È stata alimentata forzatamente mentre si trovava nella prigione di Holloway e, di conseguenza, è stata rilasciata per problemi di salute prima della fine della sua condanna a due mesi. Ha scritto poesie mentre era in carcere, contribuendo a "Holloway Jingles", una raccolta pubblicata dalla filiale di Glasgow della Women's Social and Political Union. A Holloway è stata co-firmataria di The Suffragette Handkerchief. Ha ricevuto una Medaglia per lo sciopero della fame dalla leadership della WSPU. Lavorava ancora come medico ma le fu chiesto di lasciare un ospedale. Si trasferì a Liverpool, dove scrisse alle sue due figlie perché cercassero Patricia Woodlock e offrisseo i loro servizi alla causa del diritto di voto delle donne. Margaret infatti seguì le orme della madre e nel novembre 1912 fu condannata a tre mesi di carcere per aver depositato una "sostanza pericolosa" in una casella postale di Liverpool.
Sua madre si unì a Patricia Woodlock e Isabel Buxton, le Suffraggette Unite del 1º Barone Frederick Pethick-Lawrence e in seguito si unì alla Women's International League for Peace and Freedom, adottando una linea pacifista durante la prima guerra mondiale. Lavorò a Londra prima e durante la seconda guerra mondiale.

### Vita privata
La Ker era vegetariana e anti-vivisezionista. Morì il 20 marzo 1943.

## Eredità
Il nome Alice Ker Square è stato dato a una piazza pubblica durante la riqualificazione del centro di Birkenhead nei primi anni 2020.

## Opere selezionate
- (EN) Alice Ker, Motherhood: A Book for Every Woman, Glasgow medical journal, 1º marzo 1892.[14]